# Kevin Yoder
Kevin W. Yoder (8 de janeiro de 1976) é um político norte-americano representante dos Estados Unidos pelo 3º distrito do Kansas. Ele é membro do Partido Republicano. Ele foi o representante do 20º distrito do estado do Kansas de 2002 até 2011.

## Início de vida, educação e carreira
Yoder se formou na Universidade do Kansas em 1999, com licenciatura em inglês e ciências políticas. Foi presidente do Corpo estudantil (grêmio estudantil). Yoder recebeu seu JD em 2002, na University of Kansas School of Law.
Yoder trabalhou como assistente jurídico de Paynes e Jones em 2000 a 2001, depois foi assistente do Departamento de Defesa dos Estados Unidos, em Washington, D.C. em 2001.

## Deputado do Kansas
Yoder foi eleito para a Câmara dos Representantes de Kansas (distrito 20), em 2002, depois reeleito três vezes. O distrito inclui as cidades de Overland Park e Leawood.
Como presidente do Comitê de Apropriações da Câmara, ele foi responsável por equilibrar o orçamento do Estado e alocando mais de 13 bilhões em receitas do Estado às escolas públicas, universidades, prisões, serviços sociais e de auto-estradas. He has served on the Judiciary Committee since 2003. Ele serviu no Comitê Judiciário desde 2003.

## Representante do Kansas
Em 15 de dezembro de 2009, o deputado Kevin Yoder anunciou sua intenção de concorrer à vaga de representate. Em 3 de agosto de 2010, Yoder venceu a primária republicana, com 45% dos votos, derrotando a ex-deputada estadual  Patricia Lightner, Dave King, Gerry B. Klotz, Daniel Gilyeat, Jerry M. Malone, Craig McPherson, John Rysavy e Jean Ann Uvodich.
Yoder venceu a candidato democrata Stephene Moore (esposa do então deputado Dennis Moore) o e candidato libertário Jasmin Talbert com 59% dos votos.

## Histórico eleitoral
eleição para Assembleia Legislativa em 2002
Kevin Yoder (R) 55% Kirk Perucca (D) 45%
eleição para Assembleia Legislativa em 2004
Kevin Yoder (R) 67% Max Skidmore (D) 33%
eleição para Assembleia Legislativa em 2006
Kevin Yoder (R) 58% Alex Holsinger (D) 42%
eleição para Assembleia Legislativa em 2008
Kevin Yoder (R) 65% Gary Glauberman (D) 35%
| Partido | Partido             | Candidato      | Votos   | Votos (%) |
| ------- | ------------------- | -------------- | ------- | --------- |
|         | Partido Republicano | Kevin Yoder    | 136 246 | 58,42%    |
|         | Partido Democrata   | Stephene Moore | 90 123  | 38,64%    |
|         | Partido Libertário  | Jasmin Talbert | 6 846   | 2,94%     |
| Totais  | Totais              | Totais         | 233 215 |           |